# Myf Shepherd
Myf Shepherd, nome completo Myfanwy Amy Elizabeth Shepherd, (Cairns, 4 aprile 1991), è una modella australiana.

## Biografia
In un primo momento tenta di entrare nel mondo della moda partecipando ai provini per lo show televisivo Australia's Next Top Model, dove però viene rifiutata.
Afferma di essere stata scoperta per caso da un agente di moda a Brisbane mentre faceva shopping.
Nel marzo 2008 firma un contratto con l'agenzia australiana Chic Management ed inizia a sfilare a livello locale. Dopo pochi mesi firma con la Next Model Management, una delle più importanti agenzie newyorchesi, e debutta a livello mondiale in uno show di Prada a NYC.
In seguito sfila a Milano e Parigi per Prada, Gucci, Jil Sander, Missoni, Miu Miu e Fendi. Nel novembre dello stesso anno appare nell'editoriale di Numéro, fotografata da Sofia Sanchez e Mauro Mongiello. A dicembre compare in un editoriale della rivista italiana Amica, con servizio fotografico di Randall Mesdon.
Nei primi mesi del 2009 sfila a Parigi per Christian Dior, Valentino e Chanel. A luglio compare sulla copertina di Vogue Australia. A settembre partecipa alla Settimana della moda di New York sfilando per le collezioni primavera/estate di Risto e 3.1 Philip Lim.

## Vita privata
Nasce a Cairns, nel Queensland (Australia), ma si trasferisce con la famiglia nella città di Brisbane. Attualmente vive a New York. In un'intervista per Vogue Australia ha dichiarato che non segue una dieta vera e propria, si limita a non mangiare il cosiddetto cibo-spazzatura. Vegana, afferma di aver terminato i suoi studi per corrispondenza e di esserne contenta perché non era accettata dalle sue compagne di scuola. I suoi stilisti preferiti sono Ann Demeulemeester e Alexander Wang. Le è stata attribuita una relazione con la collega Nimue Smit. Nel maggio del 2009 è stata fotografata mentre baciava la conduttrice tv australiana Ruby Rose.

## Agenzie
- NEXT Model Management - New York, Parigi, Los Angeles, Milano
- Chic Management - Australia